# Stichodactyla tapetum
Stichodactyla tapetum là một loài hải quỳ thuộc chi Stichodactyla trong họ Stichodactylidae. Loài này được mô tả lần đầu tiên vào năm 1775.

## Phạm vi phân bố và môi trường sống
Từ Biển Đỏ và bờ đông nam Iran, S. tapetum có phạm vi trải rộng khắp khu vực Ấn Độ Dương - Thái Bình Dương, đến Nouvelle-Calédonie ở phía đông, giới hạn phía bắc đến Nhật Bản và Hàn Quốc, phía nam đến Singapore và Úc. Loài này sống ở vùng gian triều, nằm trên các khe đá và bãi cát.

## Mô tả
Đĩa miệng phẳng, đường kính có thể đạt đến 10 cm, nhưng thường ít khi vượt quá 4 cm. Đây được cho là loài nhỏ nhất trong chi Stichodactyla. Xúc tu ngắn, có củ, xếp tỏa tròn từ miệng ra đến rìa, có khoảng trống giữa các cụm xúc tu. Xúc tu màu nâu hoặc màu kem, phần ngọn màu hồng với các dải tròn màu nâu nhạt đến sẫm. Thân có màu đỏ đến hồng sẫm với các dải trắng hẹp.
S. tapetum có thể bị nhìn nhầm với một cụm hải quỳ Stichodactyla haddoni có kích thước nhỏ. Đĩa miệng của S. tapetum được bao phủ bởi toàn bộ các xúc tu (trừ vùng miệng), trong khi đĩa miệng của S. tapetum vẫn có những vùng trống quan sát được giữa các cụm xúc tu.

## Sinh thái học
S. tapetum không phải loài hải quỳ cộng sinh của cá hề, ngoại trừ các loại tảo đơn bào cộng sinh (zooxanthellae) sống trên chúng.